# Damernas florett vid olympiska sommarspelen 1980
Damernas florett-tävling i de olympiska fäktningstävlingarna 1980 i Moskva avgjordes den 23-24 juli 1980.

## Medaljörer
| Event          | Guld                   | Silver            | Brons                     |
| Florett, damer | Pascale Trinquet (FRA) | Magda Maros (HUN) | Barbara Wysoczańska (POL) |

## Resultat
| Placering | Fäktare                         | Land            |
| --------- | ------------------------------- | --------------- |
| 1         | Pascale Trinquet-Hachin         | Frankrike       |
| 2         | Magda Maros                     | Ungern          |
| 3         | Barbara Wysoczańska             | Polen           |
| 4         | Ecaterina Stahl-Iencic          | Rumänien        |
| 5         | Brigitte Latrille-Gaudin        | Frankrike       |
| 6         | Dorina Vaccaroni                | Italien         |
| 7T        | Katarína Lokšová-Ráczová        | Tjeckoslovakien |
| 7T        | Delfina Skąpska                 | Polen           |
| 9T        | Nailja Giljazova                | Sovjetunionen   |
| 9T        | Ildikó Schwarczenberger-Tordasi | Ungern          |
| 9T        | Jelena Novikova-Belova          | Sovjetunionen   |
| 9T        | Mandy Niklaus                   | Östtyskland     |
| 13T       | Clara Alfonso                   | Kuba            |
| 13T       | Valentina Sidorova              | Sovjetunionen   |
| 13T       | Véronique Brouquier             | Frankrike       |
| 13T       | Gabriele Janke                  | Östtyskland     |
| 17        | Marlene Font                    | Kuba            |
| 18        | Ann Brannon                     | Storbritannien  |
| 19        | Anna Rita Sparaciari            | Italien         |
| 20        | Margarita Rodríguez             | Kuba            |
| 21        | Marcela Moldovan-Zsak           | Rumänien        |
| 22        | Mitzi Ferguson                  | Australien      |
| 23        | Sabine Hertrampf                | Östtyskland     |
| 24        | Suzana Ardeleanu                | Rumänien        |
| 25        | Helen Smith                     | Australien      |
| 26        | Gertrúd Stefanek                | Ungern          |
| 27        | Susanna Batazzi                 | Italien         |
| 28        | Micheline Borghs                | Belgien         |
| 29        | Kerstin Palm                    | Sverige         |
| 30        | Jolanta Królikowska             | Polen           |
| 31        | Linda Ann Martin                | Storbritannien  |
| 32        | Max Madsen                      | Danmark         |
| 33        | Susan Wrigglesworth             | Storbritannien  |